# Phase Alternating Line
Das Phase-Alternating-Line-Verfahren [feɪz ˈɒltəneɪtɪŋ laɪn], kurz PAL, ist ein Verfahren zur Farbübertragung beim analogen Fernsehen. Es wurde mit dem Ziel entwickelt, störende Farbton-Fehler, die im NTSC-Verfahren nur manuell und unbefriedigend ausgeglichen werden können, automatisch zu kompensieren. Grundlage des Verfahrens ist der Gedanke, dass zwei aufeinander folgende Bildzeilen mehr Ähnlichkeit als Unterschied aufweisen, weil Bilder aus Flächen bestehen. Der technische Kniff, das rote Farbdifferenzsignal jeder zweiten Bildzeile zur vorhergehenden um 180° phasenverschoben (darum der Name) zu übertragen, ermöglicht es, auf der Empfängerseite durch Verrechnung der beiden Zeilen einen eventuell auftretenden Farbton-Fehler vollständig aufzuheben, lediglich ein kleiner Farbsättigungs-Fehler bleibt. Ein Fehler der Farbsättigung ist für den Menschen allerdings wesentlich schwerer wahrzunehmen als ein Farbtonfehler. Dadurch, dass jeweils zwei Bildzeilen zur Farbinformationsgewinnung herangezogen werden, reduziert sich die vertikale Farbauflösung auf die Hälfte. Da die räumliche Auflösungsfähigkeit des menschlichen Sehsinnes für Farbinformationen gegenüber derjenigen für Helligkeitsinformationen jedoch geringer ist, nimmt man diesen Nachteil in Kauf.
PAL wurde bis zur Ablösung durch digitale Fernsehstandards vor allem in Europa benutzt, aber auch in Australien und vielen Ländern in Afrika, Asien und Südamerika. Details siehe im Abschnitt Verbreitung.
Umgangssprachlich wird der Begriff PAL häufig für die Gesamtheit aller Parameter der Fernsehnorm verwendet.

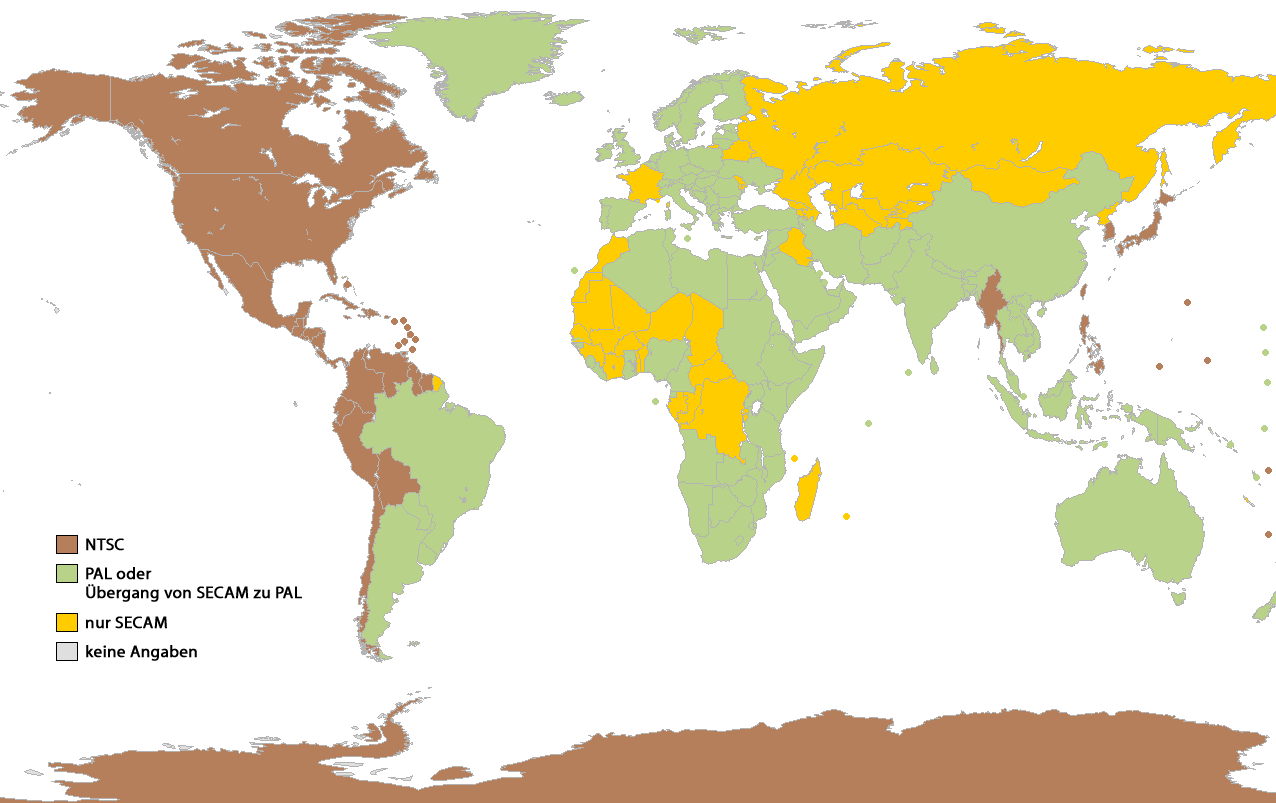
Weltkarte mit der Verteilung der analogen Fernsehverfahren vor der Digitalisierung (spätestens bis 2005): Länder mit PAL-Standard sind grün.

## Geschichte
Die Anfänge des Fernsehens waren unbunt. Es wurden nur die Helligkeitswerte des Bildes übertragen, keine Farben. Um bereits vorhandene Schwarz-Weiß-Fernsehapparate nach Einführung des Farbfernsehens weiterhin nutzen zu können, wurden die Farbfernsehsysteme abwärtskompatibel entwickelt. Mit einem Schwarz-Weiß-Fernseher konnte man bei geringfügig verschlechterter Bildqualität auch Farbausstrahlungen, auf einem Farbfernseher auch Schwarz-Weiß-Ausstrahlungen empfangen.
PAL wurde Anfang der 1960er Jahre von Walter Bruch bei der Telefunken GmbH in Hannover entwickelt, am 31. Dezember 1962 zum Patent angemeldet und am 3. Januar 1963 erstmals vor Experten der Europäischen Rundfunkunion (EBU) vorgeführt.
Auf die Frage, warum er dem unter seiner Leitung entwickelten Verfahren den Namen „PAL“ gab, antwortete er sinngemäß: „Ein Bruch-System wäre wohl schwer verkäuflich gewesen.“
In Großbritannien hatte man bereits am 1. Juli 1967 auf BBC 2 mit der Ausstrahlung in Farbe im PAL-System begonnen, da man nach Tests mit dem amerikanischen NTSC-System nicht zufrieden war.
Das Farbfernsehen in der Bundesrepublik Deutschland wurde auf der 25. Großen Deutschen Funkausstellung in West-Berlin durch den Vizekanzler der Bundesrepublik Deutschland Willy Brandt am 25. August 1967 mit einem Druck auf einen roten Knopf gestartet. In dieser Szene wurde die Farbe wenige Sekunden zu früh zugeschaltet; der rote Knopf war eine Attrappe. Um 9:30 Uhr übertrugen die Fernsehsender ARD und ZDF die Begrüßungsmoderation durch Edith Grobleben vom Sender Freies Berlin (SFB) in Farbe.
Bereits am 5. August 1967 entschied sich die Schweiz für die Einführung des PAL-Farbfernsehsystems, begann aber erst später mit der Übertragung in Farbe.
Als ein möglicher, abwärtskompatibler Nachfolger und Zwischenschritt zum digitalen Fernsehen wurde PALplus in den 1990er Jahren entwickelt, hat sich jedoch nicht weit verbreitet.

## Vergleich mit NTSC
PAL hat die grundlegenden Konzepte der Signalübertragung vom amerikanischen Farbübertragungssystem NTSC übernommen. Es benutzt, wie NTSC, die Quadraturamplitudenmodulation für die Farbübertragung. Als Verbesserung treten die bei NTSC-Übertragung typischen Farbartschwankungen nicht mehr auf, allerdings wird dies mit erheblichem Mehraufwand bei der Schaltung und (meist kaum) sichtbaren Schwankungen in der Farbsättigung erkauft. Es kann jedoch bei beiden Systemen zu Cross-Color- und Cross-Luminance-Störungen kommen, die sich als störende farbige Muster (Moiré-Effekt) oder als Unruhe an Farbübergängen äußern. Moiré tritt besonders bei feinen Strukturen im Bild auf, zum Beispiel bei kleinkarierten Hemden. Mit erhöhtem Schaltungsaufwand können diese Störungen reduziert werden (Kammfilter). Zusätzlich verschlechtert sich bei PAL im Vergleich zu NTSC die vertikale Farbauflösung.
Das französische Farbfernsehsystem SECAM unterscheidet sich wesentlich stärker von NTSC als PAL.

## Bildübertragung: Fernsehnormen mit PAL-Farbcodierungsnorm (Systeme B, CN, D, G, H, I, K, M, N)
Im PAL-Farbsystem selbst ist keine Zeilen- oder Bildfrequenz definiert. Stattdessen gibt es verschiedene Fernsehnormen. Aus historisch gewachsenen Gründen wurden Bildformate und Farbcodierung zu gemeinsamen Normen verschmolzen, beispielsweise PAL-Normen mit 25 Vollbildern (außer PAL-M) und NTSC stets mit 30 Vollbildern pro Sekunde.
In Deutschland wird üblicherweise ein Videoformat mit 625 Zeilen pro Bild verwendet. Diese werden halbbildweise übertragen, d. h., es wird erst ein Halbbild mit 312½ ungeraden und dann ein Halbbild mit 312½ geraden Zeilen übertragen, was eine Halbbildfrequenz von 50 Hz ergibt, das sogenannte Zeilensprungverfahren. Dadurch erhält man bei geringer Bandbreite des Fernsehsignals ein flimmerarmes Bild. Das PAL-System wurde zusammen mit den Fernsehnormen B, G, H, I und N definiert, auch wenn das Farbsystem selbst technisch gesehen auch auf alle Übertragungsnormen angewendet werden könnte, die NTSC oder SECAM codieren (und umgekehrt). Einige osteuropäische Staaten, die ihre Fernsehnorm von SECAM D und K auf PAL umgestellt haben, verwenden PAL D/K, wobei es einige Ausnahmen gibt, in denen die Länder komplett auf PAL B/G umgestellt haben. In Brasilien wird PAL in Verbindung mit 525 Zeilen und 29,97 Bildern pro Sekunde (System M) und einer fast identischen Farbträgerfrequenz wie NTSC benutzt. Alle anderen Länder, die das Übertragungssystem „M“ benutzen, verwenden NTSC für das Farbfernsehen. In Argentinien, Paraguay und Uruguay wird PAL mit den normalen 625 Zeilen verwendet, jedoch mit einer Farbträgerfrequenz, die fast mit der für NTSC identisch ist. Diese Abart der PAL-Norm wird PAL-N und PAL-CN genannt.

## Fernsehgeräte mit PAL
Neuere PAL-Fernsehempfänger können fast alle PAL-Varianten (außer PAL-M und PAL-N) verarbeiten und korrekt wiedergeben. Viele davon können auch fehlerfrei SECAM darstellen, das in Osteuropa und im Nahen Osten verbreitet ist. Allerdings funktionieren sie im Regelfall nicht mit der Variante des SECAM-Systems, die in Frankreich verwendet wird; davon ausgenommen sind Geräte französischer Herkunft. Viele dieser neueren Geräte kommen auch problemlos mit NTSC-M-Signalen zurecht, die von Videorekordern, DVD-Spielern oder Spielkonsolen erzeugt und über die Videobuchse oder die SCART-Buchse ins Fernsehgerät eingespeist werden (sogenannte Basisband-Signale). Allerdings treten häufig Probleme auf, wenn es um die Verarbeitung von NTSC-Signalen geht, die von Fernsehstationen ausgestrahlt werden oder über Kabelnetze übertragen werden und die über die Antennenbuchse ins Fernsehgerät eingespeist werden (hochfrequent aufmodulierte Signale).

## Konvertierung
Kinofilme wurden traditionell mit 24 Bildern pro Sekunde gedreht, dadurch ergibt sich bei Wiedergabe mit 25/50 Hz eine Laufzeitverkürzung um 4 %, da statt 24 Bildern 25 Bilder in der Sekunde wiedergegeben werden. Dieser schnellere Ablauf des Filmes (Fachbegriff: PAL-Beschleunigung) wird kaum wahrgenommen, die damit einhergehende höhere Tonwiedergabe (weniger als ein Halbton) fällt aber häufig auf, insbesondere wenn man darin vorkommende Musikstücke von anderen Quellen (z. B. CDs) kennt. Das Problem ergibt sich durch die gewählte Bildfrequenz, hat aber nichts mit der PAL-Farbkodierung zu tun; folglich tritt es bei PAL-60 nicht auf.

## Technik

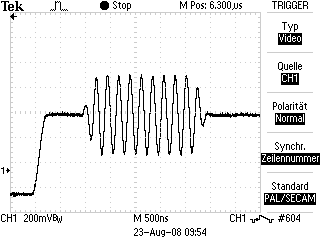
PAL-Burst nach der Zeilensynchronisation

PAL baut wie NTSC und SECAM auf dem Schwarz-Weiß-Fernsehen auf. Aus Gründen der Kompatibilität müssen die Farbkomponenten „versteckt“ innerhalb des S/W-Luminanzsignals (Grauwert) mit übertragen werden. Weil dieses bereits aus allen drei Farbkomponenten zusammengesetzt ist, reicht die Übertragung von zwei Farbdifferenzsignalen für Rot (R-Y) und Blau (B-Y) aus. Diese beiden Signale werden aus der Differenz von Farb- und Luminanzsignal (schwarz-weiß-Signal) gebildet. Im Empfänger können aus den drei Signalen R-Y, B-Y und Y die drei Farbsignale R, G und B wieder erzeugt werden. (Dies beschreiben die Artikel YUV und Farbübertragung.) Durch die additive Farbmischung können mit den drei Einzelfarben Rot, Grün und Blau alle anderen Farben zusammengesetzt werden, begrenzt durch den Farbraum der Farbbildröhre.
Ebenso wie NTSC verwendet PAL für die Übertragung der beiden Farbdifferenzsignale Rot minus Helligkeit (R-Y) und Blau minus Helligkeit (B-Y) die Quadraturamplitudenmodulation (QAM). Da bei der QAM der Träger unterdrückt ist, dieser für die Demodulation aber benötigt wird, wird er im Empfänger durch einen quarzgesteuerten Hilfsträgeroszillator neu generiert. Dieser wird durch den „Burst“, eine ca. 10 Perioden lange Schwingung, die auf der hinteren Schwarzschulter des FBAS-Signals übertragen wird, mit dem Sendersignal synchronisiert.
PAL korrigiert automatisch Phasenfehler auf dem Übertragungsweg, die zu einer falschen Farbdarstellung führen. Hierzu wird der R-Y-Anteil des Farbsignals nach jeder übertragenen Zeile um 180° phasenverschoben (also einfach „umgepolt“) und tritt dann im Farbartsignal mit Phasenverschiebungen von +90°, bzw. −90° auf (siehe Falschfarben). Die Information, welche Phasenlage das R-Y-Signal gerade hat, wird im Burst mit übertragen. Bei +90° ist die Phase des Bursts +135°, bei −90° entsprechend −135°. Das B-Y-Signal hat dabei immer die Phasenlage 0°.
Darstellung des FBAS-Signals bei PAL, eine Bildzeile. Der PAL-Burst befindet sich an Punkt 5.

## Vermeidung der Farbfehler
Phase Alternating Line invertiert die Phase des Rot-Differenzsignals von Zeile zu Zeile. Im Empfänger werden, im Gegensatz zu NTSC, Farbtonfehler (die in diesen Systemen den häufig auftretenden elektrischen Phasenfehlern entsprechen) durch Mittelwertbildung des Farbsignals zweier benachbarter Zeilen automatisch kompensiert, wenn die Farbe und der Farbtonfehler zwischen beiden Zeilen konstant sind, und in einen geringen Farbsättigungsfehler umgewandelt. Farbsättigungsfehler fallen dem menschlichen Auge wesentlich weniger auf als Farbtonfehler. Dies ist der entscheidende Vorteil des PAL-Verfahrens gegenüber NTSC.
Stellt man sich die analoge Quadraturamplitudenmodulation (QAM) im Zeigerdiagramm vor (siehe Abbildung), so steckt beim jeweiligen Zeiger in der Phase (Richtung) die Farbart (der Farbton), in der Länge des Zeigers der Farbkontrast (die Farbsättigung). Die beiden Farbsignale R-Y und B-Y werden dabei im Sender zueinander um 90 Grad verschoben, dann auf den Farbhilfsträger mittels QAM moduliert und als ein Signal übertragen. Treten Phasenfehler auf, würden sich diese daher bei einer einfachen Demodulation wie bei NTSC als Farbtonfehler zeigen. Jedoch wird bei PAL in jeder zweiten Zeile der Träger der Rotkomponente (R-Y) um 180 Grad gedreht, die Blaukomponente (B-Y) wird ohne laufenden Phasensprung übertragen. Von diesem Prinzip leitet sich auch der Name PAL ab. Bei der Demodulation wird diese Phasendrehung entsprechend kompensiert und damit ein eventuell aufgetretener Phasenfehler (Farbtonfehler) über zwei aufeinanderfolgende Zeilen weggemittelt.
Im Diagramm wird horizontal B-Y aufgetragen und vertikal das pro Zeile um 180 Grad alternierende R-Y-Farbsignal
1. Zeigerdiagramm: Zeile n, schwarz: Originalzeiger, blau: Zeiger mit Phasenfehler
2. Zeigerdiagramm: Zeile n+1, Phasenlage des empfangenen Signals um ca. 90 Grad gedreht
3. Zeigerdiagramm: Lage der Zeiger in der Zeile n+1 nach Spiegelung an der horizontalen Achse
4. Zeigerdiagramm: schwarz: vektorielle Addition der beiden originalen Zeiger, blau: Addition der beiden phasenfehlerbehafteten Zeiger

Dabei geht man davon aus, dass sich von Zeile zu Zeile die Farbinformation nur wenig ändert und der zu verdeckende Farbfehler sich ebenfalls von Zeile zu Zeile wenig ändert.
Unter diesen Voraussetzungen wird der Farbtonfehler 1. Ordnung in einen Farbsättigungsfehler 2. Ordnung umgewandelt, der vom Auge wesentlich schwieriger wahrzunehmen und daher vernachlässigbar ist.
Da zur Dekodierung des PAL-Signals jeweils die Information der aktuellen sowie der vorherigen Zeile benötigt werden, durchläuft das eingehende PAL-Signal im Empfänger eine Verzögerungsleitung mit einer Laufzeit von knapp der Länge einer Fernsehzeile (63,943 μs) zur Speicherung. Ausgegeben wird dann jeweils ein Mittelwert zwischen dem gerade einlaufenden und dem aus der vorigen Bildzeile gespeicherten Signal.
Nachteilig ist jedoch, dass sich dabei die Farbinformation um eine halbe Zeile nach unten verschiebt, was besonders unangenehm bei mehrfach kopierten Videokassetten auffällt, da bei jedem Kopiervorgang eine weitere Verschiebung entsteht.
Moderne (digitale) PAL-Decoder arbeiten wesentlich aufwändiger:
- Es werden vorherige und folgende Zeilen verrechnet, um Helligkeits- und Farbsignal besser zu trennen (2D-Kammfilter).
- Es werden vorherige und folgende Bilder verrechnet, um Helligkeits- und Farbsignal besser zu trennen (3D-Kammfilter).
- Es wird keine Mittlung von Zeilen zur Farbtonkorrektur verwendet, sondern auf Grundlage statistischer Größen eine Korrekturgröße für das Farbsignal berechnet.

## Frequenz des Farbträgers

### Wahl der NTSC-Farbträgerfrequenz
Zum Verständnis der PAL-Farbträgerfrequenzwahl wird zuerst die einfachere Wahl bei NTSC erklärt:
Die Farbträgerfrequenz wurde so gelegt, dass das durch sie hervorgerufene Stör-Moiré (vor allem auf den bereits existierenden Schwarz-Weiß-Empfängern) möglichst unauffällig ist und gleichzeitig feinstrukturierte Helligkeitsinformationen (feinkarierte Hemden im Bild u. ä.) möglichst wenig störende Farbbilder verursachen. Zugleich darf jedoch auch das Tonsignal nicht gestört werden.
Dazu wird:
- eine möglichst hohe Frequenz gewählt, die jedoch noch weit genug vom Tonsignal (4,5 MHz) entfernt sein muss
- die Anzahl der Farbträgerschwingungen pro Zeile so gelegt, dass zwischen übereinanderliegenden Punkten benachbarter Zeilen die Phase des Farbträgers um 180° gedreht ist (anders als das Phasendrehen des fertigen Farbsignals bei PAL).

Das ergibt dann 4,5 MHz : 286 · 227,5 Perioden = 3,579 54 MHz für den Farbträger bei der NTSC-Farbmodulation. Es werden etwa 1,3 MHz des unteren Seitenbandes und 0,4 MHz des oberen Seitenbandes davon übertragen. Durch die Natur des Farbsignals treten dabei ganz bestimmte Frequenzen in diesen Seitenbändern wesentlich stärker auf als andere; im Empfänger genügt es, diese Frequenzen aus dem Schwarz-Weiß-Bild wieder „herauszufischen“, um eine möglichst saubere Trennung von Helligkeits- und Farbinformation zu erreichen.

### Wahl der PAL-Farbträgerfrequenz
Die Farbträgerfrequenz wurde so gelegt, dass das durch sie hervorgerufene Stör-Moiré möglichst unauffällig ist und gleichzeitig feinstrukturierte Helligkeitsinformationen möglichst wenig störende Farbbilder verursachen.
Dazu wird:
- eine möglichst hohe Frequenz gewählt, die jedoch weit genug vom Tonsignal (5,5 MHz) entfernt ist.
- die Anzahl der Farbträgerschwingungen pro Zeile so gelegt, dass nach zwei Zeilen die Phase des Farbträgers um 180° gedreht ist. Alle zwei Zeilen deswegen, weil benachbarte Zeilen durch die 180° PAL-Phasenschaltung unterschiedlich aussehen, deswegen wird im Gegensatz zu NTSC das Diagonalraster nicht zwischen Nachbarzeilen, sondern zwischen Zeilen mit einem Abstand von zwei aufgebaut. Insgesamt wiederholt sich die Phasenlage also alle vier Zeilen (Viertelzeilenoffset).

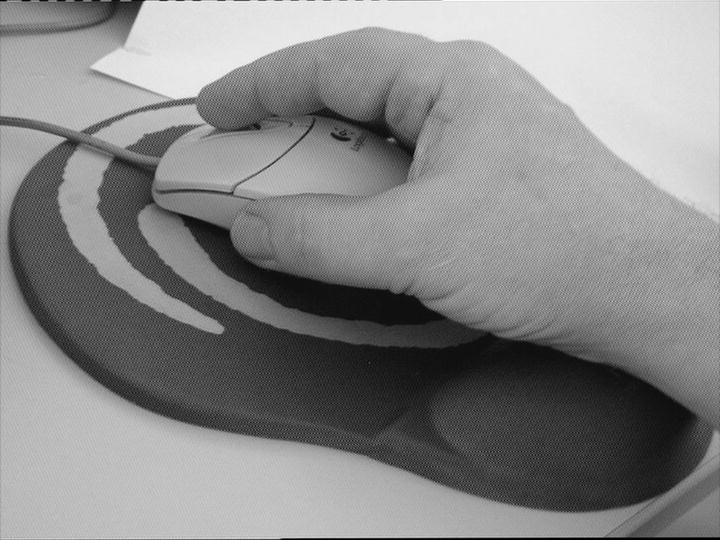
Schwarz-Weiß-Bild mit schwarz-weißen Farbmustern des Farbsignals.
Das Signal erscheint in Form diagonaler Streifen.

- der Farbträger wird weiterhin noch um 25 Hz erhöht, damit das Störraster zwischen den Halbbildern alterniert. Dies ist nötig, weil die Zeilenzahl 625 – anders als die NTSC-Zeilenzahl 525 – bei der Teilung durch 8 einen Rest von 1 ergibt, wodurch ein langsam wanderndes Störmuster entsteht, das auffälliger ist als ein schnell wanderndes, wie es bei einem Rest von 3 entsteht. Bei PAL-M, also PAL mit 525 Zeilen, wird diese Korrektur daher nicht verwendet. Auch die meisten DVD-Spieler, Spielkonsolen und digitalen Satelliten-Receiver verzichten auf diese Korrektur, da sie in Digitaltechnik nur mit relativ aufwendigen – und daher teuren – Komponenten erzeugt werden kann. Die genannten Geräte werden ohnehin kaum auf Schwarzweiß-Fernsehern wiedergegeben, und auf Farbgeräten sind die Störungen sowieso weniger stark sichtbar.

Das ergibt dann 15625 Hz · 283,75 Perioden + 25 Hz = 4,43361875 MHz für den Farbträger bei der PAL-Farbmodulation. Es werden etwa 1,3 MHz des unteren Seitenbandes und 0,65 MHz des oberen Seitenbandes davon übertragen. Die Farbträgerfrequenz wird üblicherweise im Empfangsgerät durch einen vom Fernsehsender nachsynchronisierten Quarzoszillator erzeugt. Dieser Oszillator wird durch den Burst in Frequenz und Phase an den Oszillator beim Sender angeglichen. Damit steht in jedem Fernsehgerät eine stabile, hochkonstante Referenzfrequenz zur Verfügung.
Die verwendete Frequenz wird teilweise auch zur Basisband-Übertragung von NTSC verwendet und heißt dann NTSC-4.43. Dieses Verfahren wird häufig mit PAL-60 verwechselt, unterscheidet sich jedoch darin, dass der Farbunterträger seine Phasenlage nicht ändert. Ein PAL-60 können auch die meisten neueren PAL-Fernseher problemlos anzeigen, weshalb es beispielsweise genutzt wird, um NTSC-DVDs auf einem PAL-Fernsehgerät wiederzugeben. Die Störunterdrückung des Farbträgers (Trägerfrequenz ist das 281,78-fache der Zeilenfrequenz, was nicht mehr halbzahlig ist) ist dann allerdings nicht mehr optimal.

## PAL-Decoder
Der PAL-Decoder erzeugt aus dem FBAS-Signal das auf dem Bildschirm darstellbare Farbbild. Das FBAS-Signal (Basisband-Signal) stammt bei hochfrequenter Übertragung aus dem Ausgang des Amplitudendemodulators (Hüllkurvendemodulators). Ein Peripheriegerät wie z. B. ein DVD-Spieler liefert über einen SCART- oder Composite-Video-Anschluss direkt ein FBAS-Signal ab.
Die Entwicklung der zunächst noch mit Elektronenröhren ausgestatteten PAL-Decoder verlief über die Transistorisierung zu integrierten Schaltungen (Anfang der 1980er beispielsweise TDA3510 von u. A. Philips bzw. MDA3510 von Tesla, ergänzt um die bereits erwähnte Ultraschall-Verzögerungsleitung und den Schwingquarz sowie diverse Abgleichspulen und Kondensatoren). Bereits in den 1970er-Jahren gab es Steckmodule, die die PAL- und die SECAM-Farbfernsehnorm automatisch erkennen und dekodieren konnten.
Die Mittelung von benachbarten Zeilen bei der Dekodierung ist bei PAL, im Gegensatz zu SECAM, nicht prinzipiell notwendig. Man kann jede Zeile auch für sich unabhängig dekodieren. Die Korrektur von Farbtonfehlern funktioniert bei geringen Fehlern immer noch ordentlich, die Mittelung wird bei geringem Farbtonfehler (wie man sie heutzutage durch Kabelfernsehen und andere phasenfestere Übertragungsmethoden häufig antrifft) problemlos durch das menschliche Auge übernommen. Die vertikale Auflösung verringert sich dabei (gegenüber der Variante mit Zeilenmittlung) nicht. Die Gerätehersteller können auf diese Weise die PAL-Lizenzen umgehen. Bei der Farbübertragung von PAL via Y/C (Hosidenverbindung, S-Video), also mit getrenntem Helligkeits- und Farbsignal, ist auch eine größere Farbbandbreite möglich, da es keine Beschränkung auf 1,3 MHz Bandbreite mehr gibt. Hiervon wird jedoch kaum Gebrauch gemacht.

## Referenzen
Die derzeit neueste Version des Standards, der das PAL-System (und auch das NTSC-System) definiert, wurde 2005 von der Internationalen Fernmeldeunion (International Telecommunications Union – ITU) publiziert und hat den Titel „Recommendation ITU-R BT.470-7, Conventional analogue television systems“.

## Verbreitung
PAL wurde in Europa durch digitale Fernsehübertragungstechniken wie DVB-T, DVB-T2 oder in Kabelnetzen DVB-C abgelöst. Historisch war die Verbreitung:
|                       | PAL-B/-G, PAL-D/-K | PAL-I                          | PAL-M                  | PAL-N, PAL-CN                     |
| --------------------- | --- | ------------------------------ | ---------------------- | --------------------------------- |
| Afrika                | Algerien, Angola, Äthiopien, Botswana, Eritrea, Gambia, Ghana, Guinea, Guinea-Bissau, Kamerun, Kap Verde, Kenia, Lesotho, Liberia, Malawi, Mosambik, Namibia, Nigeria, Sambia, Sansibar, Seychellen, Sierra Leone, Simbabwe, Somalia, Sudan, Eswatini, Tansania, Uganda | Südafrika                      |                        |                                   |
| Amerika               | Falklandinseln |                                | Brasilien (neben NTSC) | Argentinien, Paraguay und Uruguay |
| Asien                 | Afghanistan, Bahrain, Bangladesch, Brunei, Volksrepublik China, Gaza und Westjordanland, Indien, Indonesien, Israel, Jemen, Jordanien, Katar, Kuwait, Libanon, Malaysia, Malediven, Mongolei, Nepal, Nordkorea, Oman, Pakistan, Singapur, Sri Lanka, Syrien, Thailand, Türkei, Vereinigte Arabische Emirate, Vietnam, Zypern | Hongkong und Macau             | Laos (neben SECAM)     |                                   |
| Australien + Ozeanien | Australien, Cookinseln, Neuseeland, Norfolkinsel, Osterinsel, Papua-Neuguinea, Salomonen, Tonga, Vanuatu, Weihnachtsinsel |                                |                        |                                   |
| Europa                | Albanien, Ascension, Belgien, Bosnien und Herzegowina, Bulgarien, Dänemark, Deutschland, Estland, Färöer, Finnland, Gibraltar, Griechenland, Grönland, Island, Italien, Kosovo, Kroatien, Lettland, Liechtenstein, Litauen, Luxemburg, Malta, Republik Moldau, Montenegro, Niederlande, Nordmazedonien, Norwegen, Österreich, Polen, Portugal (mit Madeira und Azoren), Rumänien, Russland, Serbien, Slowenien, Slowakei, Spanien (mit Kanarischen Inseln), Schweden, Schweiz, Tristan da Cunha, Tschechien, Türkei, Ukraine, Ungarn, Vatikanstadt | Vereinigtes Königreich, Irland |                        |                                   |

## Scherzhafte Falschübersetzung der Abkürzung PAL
In Anlehnung an die in Europa geprägten falschen Übersetzungen Never The Same Color („Nie die gleiche Farbe“) und Never Tested Since Christ („Seit Christi Geburt nie getestet“) für die amerikanische Farbnorm NTSC revanchierten sich die US-Amerikaner mit den ebenso falschen, scherzhaften Übersetzungen Pay the Additional Luxury („Bezahle den zusätzlichen Luxus“) sowie Pay Another License („Bezahle eine weitere Lizenz“) für die europäische Farbnorm PAL.
Diese bezogen sich auf den größeren Schaltungsaufwand und den deshalb höheren Preis der PAL-Farbfernseher zu Beginn des Farbfernsehzeitalters. Europa schlug mit den Aufschlüsselungen Peace At Last („Endlich Frieden“) und Perfection At Last („Endlich Perfektion“) für PAL zurück, die wieder auf die schlechte Qualität der NTSC-Norm verwiesen.

## Der BegriffPALbei digitalen Formaten
Alles bisher Beschriebene bezieht sich auf den Begriff PAL bei der analogen Signalübertragung, also zum Beispiel beim Analogfernsehen und bei Videorekordern. Bei digitalen Formaten, etwa beim Digitalfernsehen, neueren Spielkonsolen oder auf einer DVD, wird die Farbkodierung, die mit der Analog-Eingangsbuchse des Ziel-Fernsehers kompatibel ist, erst im Abspielgerät erzeugt; sie ist nicht auf dem Medium selbst gespeichert. Auf diesem werden die Farbinformationen, unabhängig ob digitales PAL/SECAM oder digitales NTSC, stets mittels des digitalen Farbmodells YCbCr kodiert.
Zwischen PAL und SECAM besteht auf einem digitalen Medium kein Unterschied mehr – ein PAL-DVD-Spieler erzeugt aus einer „PAL-DVD“ ein analoges PAL-Videosignal, ein SECAM-DVD-Spieler aus der gleichen DVD ein analoges SECAM-Videosignal. Dieses wird auch nur zur Ansteuerung per FBAS-Signal (auch Composite Video genannt, beispielsweise an einem Cinch-Stecker) oder S-Video (auch YC-Signal genannt, meist an einem Mini-DIN- bzw. Hosiden-Anschluss) benutzt. Am RGB/SCART oder YPbPr-Component-Video-Anschluss oder über digitale Schnittstellen (DVI, HDMI) findet keine Wandlung in YUV (analoges PAL), YDbDr (analoges SECAM) oder YIQ (veraltet, früher bei analogem NTSC verwendet) mehr statt.
Wenn eine digitale Signalverarbeitung oder Speicherung des analogen Videosignals stattfindet (etwa bei moderneren analogen Fernsehern), existiert dabei allerdings schon eine digitale Repräsentation der PAL-Farbkodierung. Dabei wird das analoge Signal mit der vierfachen Farbträgerfrequenz abgetastet. Die Abtastung geschieht synchron zum Farbträger. Durch Addition und Subtraktion nahestehender Abtastwerte erhält man das Farbdifferenzsignal. Dieses Verfahren wird besonders intern in videoverarbeitenden Geräten benutzt. Digitale Fernsehgeräte arbeiten hier häufig mit einer 7- oder 8-Bit-genauen Abtastung (Analog-Digital-Wandlung), bessere Geräte verwenden bis zu 10 Bit. Frühe digitale Videorekorder (zum Beispiel D2) nutzten ebenfalls dieses Verfahren.

### Auflösung und Pixel
PAL als Verfahren zur Farbübertragung legt grundsätzlich keine Bildformate und Auflösungen fest. Trotzdem werden im Digitalbereich, losgelöst von der Bedeutung des Akronyms, die Bildformate mit einer Bildfrequenz von 25 (50 Halbbilder pro Sekunde) und in der analogen Übertragung zumeist mit einer Bildauflösung von 576 sichtbaren Zeilen je Vollbild darunter verstanden. 
Den Gegenpart zu „PAL“ bildet hier wiederum „NTSC“, das im Digitalbereich für die Bildformate mit einer Bildfrequenz von ca. 30 Hz übernommen wurde. Eine Farbcodierung wird damit grundsätzlich nicht bezeichnet, jedoch spielt die analoge Codierung bei der Wandlung von Digitalformaten eine Rolle. Fast alle PAL-DVD-Spieler können aus NTSC-Medien ein PAL-60 genanntes PAL-ähnliches Signal erzeugen, mit dem fast alle neueren PAL-Fernsehgeräte problemlos zurechtkommen.